# 율어면
율어면(栗於面)은 대한민국 전라남도 보성군의 면이다.

## 행정 구역
- 고죽리(古竹里)
- 금천리(金川里)
- 문양리(文陽里)
- 선암리(船岩里)
- 유신리(柳新里)
- 율어리(栗於里)
- 이동리(梨洞里)
- 장동리(長洞里)
- 칠음리(七音里)